# Xavier Papo
Xavier Papo (* 24. Mai 1990) ist ein namibischer Radsportler. Er fährt sowohl auf der Straße als auch Mountainbike.
Zu seinen größten Erfolgen zählt der Gewinn der namibischen Radsportmeisterschaft 2016 und 2017 im MTB Cross Country sowie drei dritte Plätze im Mountainbiken bzw. auf der Straße 2017 bzw. 2019. 2019 belegte Papo auch den dritten Platz im Straßenradrennen bei den Namibian Cycle Classic. Bereits drei Jahre zuvor gewann er diese im Mountainbiken. Papo war für die Commonwealth Games 2022 im Straßenradrennen und Mountainbike nominiert, wo er nicht das Ziel erreichte bzw. den 17. Rang belegte. Im selben Jahr gewann Papo zwei lokale Rennen in Namibia.